# Біла Змія (фільм)
Біла змія (кит.: 白蛇：缘起) — китайський комп'ютерний анімаційний фентезійний фільм 2019 року режисерів Амп Вонг та Чжао Джі з анімаційною постановкою Light Chaser Animation. Фільм був натхненний традиційною китайською байкою Легенда про білу змію, яка слугує приводом до оригінальної історії, і вийшла у світ в Китаї 11 січня 2019 року.
Цей фільм демонструвався у фестивалях, серед яких Annecy International Festival Animation Film Festival, Fantasia International Film Festival,, Лондонський кінофестиваль BFI, Sitges Film Festival, Варшавський міжнародний кінофестиваль, та Анімація — фільм.

## Зав'язка
Історія слідує за китайською байкою Легенда про білу змію. Основна увага приділяється змії-демону — Бланці, яка втрачає пам'ять, маскуючись під жінку і закохується в мисливця на змій. Це сильно засмучує її сестру Верту, зелену змію-демона.